# Angriffe auf Säkularisten und Angehörige religiöser Minderheiten in Bangladesch seit 2013
Seit dem Jahr 2013 gab es verstärkt Angriffe auf Säkularisten und Angehörige religiöser Minderheiten in Bangladesch. Die brutale und ritualistische Vorgehensweise der Täter, die ihre Opfer häufig gruppenweise überfielen und gemeinschaftlich mit Macheten zu Tode hackten, fand weltweite Beachtung. Die Taten wurden in der Regel islamistischen Extremisten zugeordnet. Bei den Opfern handelte es sich meist um Personen, die eine säkulare oder atheistische Weltanschauung öffentlich vertraten. Die Spannungen verschärften sich vor allem nach der Verurteilung mehrerer Mitglieder der islamistischen Gruppe Jamaat-e-Islami, wegen Menschenrechtsverbrechen während des Bangladesch-Krieges 1971, durch das Internationale Verbrechens-Tribunal (International Crimes Tribunal) in Bangladesch. Opfer waren größtenteils Blogger in sozialen Netzwerken oder Studenten bzw. Professoren an Hochschulen oder Universitäten. Zusammen mit den zum Teil nach ähnlichem Muster abgelaufenen vereinzelten islamistischen Angriffen auf religiös-ethnische Minderheiten vor allem seit dem Jahr 2015 sind den Anschlägen seit 2013 insgesamt mindestens 30 bis 40 Personen zum Opfer gefallen. Bisher wurden die Täter nur in einer Minderheit der Fälle gefasst oder verurteilt.

## Hintergrund: der Islam und die Politik in Bangladesch

### Islam in Bangladesch
Bangladesch ist ein überwiegend islamisches Land. Etwa 90 % der Bevölkerung gehören dem sunnitischen Islam an. Die restlichen 10 % sind überwiegend Hindus, sowie kleine Minderheiten von Buddhisten, Christen und Anhängern ethnischer Religionen. Der Islam in Bangladesch hat allerdings einen anderen Charakter als beispielsweise der orthodoxe Islam arabischer Prägung. Er ist stark vom Sufismus beeinflusst und hat aufgrund des jahrhundertelangen Zusammenlebens mit anderen Religionen (Hinduismus, ethnische Religionen) auch kulturelle Elemente von diesen aufgenommen. Unmittelbar nach der Unabhängigkeit und Teilung Indiens 1947 waren im Gebiet des heutigen Bangladesch noch etwa 25 % der Bevölkerung Hindus. Ihr relativer Bevölkerungsanteil ist aufgrund von Flucht und Massenvertreibungen unmittelbar nach der Teilung und später folgender langjähriger Diskriminierung stark zurückgegangen.

### Seit der Unabhängigkeit
Nach dem Ende der britischen Kolonialherrschaft 1947 wurde das heutige Bangladesch als Ostpakistan Teil des neu gegründeten Staates Pakistan. Die Staatsideologie Pakistans wurde ein doktrinärer Islam, der dazu dienen sollte, gewissermaßen als ideologische Klammer das heterogene Land zusammenzuhalten. Nach jahrzehntelanger Benachteiligung durch die pakistanische Zentralregierung kam es in Ostpakistan zum Aufstand und dieses wurde nach dem Unabhängigkeitskrieg von 1971 unter dem Namen Bangladesch ein unabhängiger Staat. Während des verlustreichen Unabhängigkeitskrieges hatten vor allem islamistische Gruppierungen, insbesondere die Jamaat-e-Islami die pakistanische Regierung bei ihrer Unterdrückung der Unabhängigkeitsbewegung unterstützt. Dabei wurden zahlreiche Menschenrechtsverbrechen verübt.
Der Islamismus als Ideologie war daher im neu gegründeten Staat Bangladesch zunächst diskreditiert. Islamistische Gruppierungen wie die Jamaat-e-Islami wurden verboten und Bangladesch definierte sich in seiner Verfassung von 1972 als strikt säkulares sozialistisches Staatswesen nach dem Vorbild des benachbarten Indien. 1975 kam es jedoch zu einer Art Gegenreaktion. Die Regierung wurde in einem Putsch gestürzt und die anschließend regierenden Militärregierungen betrieben eine teilweise Re-Islamisierung. Der Islam wurde zur Staatsreligion erklärt und es wurde eine Amnestie für die islamistischen Menschenrechtsverbrechen im Unabhängigkeitskrieg erteilt.

### Entwicklung nach 1990
Ab 1990 übernahmen wieder zivile Regierungen die Regierungsgeschäfte. De facto besteht seitdem eine Art Zweiparteiensystem. Auf der einen Seite steht dabei die konservativ-gemäßigt islamische Bangladesh Nationalist Party (BNP), die von Khaleda Zia geführt wird. Khaleda Zia ist die Witwe des Generals Ziaur Rahman, der Bangladesch an der Spitze einer Militärregierung 1977 bis 1981 regierte und damals mit dafür sorgte, dass die Verfassung wieder moderat islamisiert wurde. Khaleda Zias BNP steht die gemäßigt sozialistische säkulare Awami-Liga unter Hasina Wajed gegenüber. Hasina Wajed ist die Tochter des ersten Ministerpräsidenten des unabhängigen Bangladesch Mujibur Rahman, der im Militärputsch von 1975 gestürzt und ermordet wurde. Die Parteipolitik ist daher auch stark von persönlichen Animositäten, die aus dieser Vergangenheit herrühren, geprägt. Awami-Liga und BNP haben sich seit 1990 in unregelmäßigen Abständen an der Macht abgelöst. Die Parlamentswahl 2001 wurde von der BNP gewonnen. Besonders kontrovers war damals der Umstand, dass die BNP ein Wahlbündnis mit Jamaat-e-Islami eingegangen war.

### Nach der Wahl 2008: die Prozesse gegen die Islamisten
Die Wahl 2008 gewann die Awami-Liga und Hasina Wajid wurde Premierministerin. Im Wahlkampf hatte die Awami-Liga die juristische Aufarbeitung der schweren Menschenrechtsverbrechen aus der Zeit während des Unabhängigkeitskriegs versprochen. Dies geschah auch und die Regierung richtete ein Sondergericht, das Internationale Verbrechenstribunal (International Crimes Tribunal – entgegen seiner Benennung ein rein mit bangladeschischen Richtern besetztes Gericht) ein. Das Tribunal klagte nach und nach praktisch die gesamte alte Führungsriege der Bangladesh Jamaat-e-Islami an und verhängte etliche Todesurteile, von denen auch einige vollstreckt wurden. Die Weltöffentlichkeit begrüßte zwar prinzipiell die Prozesse, da es sich um horrende Verbrechen handelte, die bisher ungesühnt geblieben waren, bemängelte jedoch, dass die Verfahren zum Teil nicht streng rechtsstaatlichen Kriterien genügten. Die öffentliche Meinung in Bangladesch war gespalten. Zum einen gab es Massendemonstrationen für die Todesstrafe bei den Hauptangeklagten (z. B. die Shahbag-Proteste vom Februar 2013 in Dhaka und weltweit). Andere sahen in den Prozessen einen politischen Rachefeldzug der Awami-Liga gegen ihre politischen Gegner (Jamaat und indirekt auch die BNP).

## Angriffe auf Säkularisten
Die Überfälle auf Säkularisten sind vor dem geschilderten Hintergrund zu sehen. Letztlich sind diese Überfälle ein Spiegelbild der gesellschaftlichen Auseinandersetzungen um die Staats- und Gesellschaftsordnung, die sich seit längerem in Bangladesch abspielen. Hierbei geht es um die Frage, ob das Land eine säkulare oder eine islamistisch geprägte Gesellschaftsordnung haben sollte. Da die Täter bisher nur zum Teil ermittelt werden konnten, lässt sich keine sichere Aussage treffen, ob hier überregional organisierte oder gesteuerte Gruppen am Werk sind und ob es „höhere Auftraggeber“ gibt, oder ob es sich um Aktionen einzelner quasi unabhängiger Zellen handelt. Immer wieder gab es die Vermutung, dass Zellen des sogenannten Islamischen Staats auch in Bangladesch aktiv sind, was von der Regierung konstant bestritten wird. Die Unfähigkeit der staatlichen Organe Bangladeschs, die Täter dingfest zu machen bzw. gefährdete Personen wirksam zu schützen, ist national und international auf starke Kritik gestoßen.

### Asif Mohiuddin
Asif Mohiuddin ist ein bangladeschischer Blogger, der sich seit etwa dem Jahr 2008 einen Namen als Internet-Aktivist gemacht hatte. In seinen Beiträgen auf dem ersten Blog in bengalischer Sprache in Bangladesch, somewhereinblog.net hatte er sich kritisch-ironisch mit dem Koran und den islamischen heiligen Schriften auseinandergesetzt und die dort beschriebenen Wunder als wissenschaftlich unmöglich bezeichnet. Er bezeichnete sich offen als Atheisten und sprach sich für Frauenrechte sowie die Rechte von religiösen und ethnischen Minderheiten und von Homosexuellen aus. Der Blog fand in der rasch wachsenden Internet- und Bloggergemeinde viele Leser und erregte das Missfallen islamistischer Kreise. Am 15. Januar 2013 wurde Mohiuddin nahe seinem Arbeitsplatz in Motijheel, einem Stadtteil von Dhaka, überfallen. Die Angreifer stachen mit einem Messer viele Male auf ihn ein und verletzten ihn dabei schwer. Mohiuddin überlebte das Attentat. Nach einer Anklage und einem Gefängnisaufenthalt wegen vermeintlicher Blasphemie floh er schließlich im April 2014 nach Deutschland, von wo aus er weiter seine Ansichten verbreitet.

### Ahmed Rajib Haider
Ahmed Rajib Haider war ein bangladeschischer Architekt und Blogger. In seinen Blog hatte er kritisch über die Aktivitäten von Islamisten und islamischen Fundamentalismus geschrieben und sich selbst zum Atheismus bekannt. Außerdem hatte er ausführlich über die sogenannten Shahbag-Proteste im Frühjahr 2013 berichtet und diese mit organisiert. Bei diesen Protesten, die ursprünglich auf dem Shahbag-Platz, einem zentralen Platz in der Hauptstadt Dhaka begannen, sich aber dann auf weitere Städte in Bangladesch ausdehnten und auch von der weltweiten bangladeschischen Diaspora aufmerksam verfolgt wurden, hatten Zehntausende Demonstranten gegen die wegen Menschenrechtsverbrechen vor Gericht stehenden Führer der islamistischen Jamaat-e-Islami demonstriert und die Verhängung von Todesstrafen gefordert. Am 15. Februar 2015 wurde Haider nahe seiner Wohnung in Mirpur, einem Stadtteil von Dhaka, von fünf Personen überfallen, die mit Macheten auf ihn einhieben und ihm anschließend die Kehle durchschnitten. Er starb bei dem Angriff. Wenig später wurden durch die Polizei fünf Studenten als mutmaßliche Täter verhaftet. Am 31. Dezember 2015 verurteilte ein bangladeschisches Gericht zwei der Festgenommenen, beides Angehörige der radikal-islamistischen Ansarullah Bangla-Gruppierung, einer mutmaßlich mit al-Qaida assoziierten Splittergruppe, wegen des Mordes zum Tode.

### Shammi Haque
Shammi Haque erstellte Texte und Blogs zu Themen der Meinungsfreiheit, der Frauenrechte und des Islamismus. Ab 2013 führte sie Proteste der Shabag-Bewegung an. Laut taz vernetzte sie die Bewegung mit Menschenrechtsorganisationen und brachte die Forderung nach mehr Säkularismus ein. Nachdem sie von Islamisten mit Vergewaltigung und Mord bedroht worden war, erhielt sie durch den Staat umfangreichen Polizeischutz. Gleichwohl wurde ihre Unterkunft und ihre Arbeitsstelle gekündigt, und sie wurde von Veranstaltungen an der Universität ausgeschlossen. 2015 erhielt sie Asyl in Deutschland. Von 2018 bis 2020 absolvierte sie eine journalistische Ausbildung an der Axel Springer Akademie und ist für verschiedene überregionale Medien in Deutschland tätig.

### Sunnyur Rahman
Am 6. März 2013 wurde Sunnyur Rahman in Dhaka überfallen und durch mehrere Messerstiche schwer verletzt. Rahman war ein Shahbag-Aktivist und Blogger, der in seinen Blogs die Aktivitäten islamistischer Parteien kritisiert hatte. Die Täter seien zwei „bärtige junge Männer“ gewesen. Der verletzte Rahman wurde von Nachbarn ins Dhaka Medical Hospital gebracht und überlebte den Angriff. Von seinen Freunden wurden die Jamaat-e-Islami und deren Studentenorganisation Islami Chattra Shibir verantwortlich gemacht. Beide Organisationen bestritten dies.

### Mahmudul Haque Munshi
Der Blogger Mahmudul Haque Munshi und Betreiber des „Blogger online activist network“ überlebte mehrere Mordversuche und Attacken, darunter ein Angriff auf seine Person am 4. April 2014, der von verschiedenen Fernsehsendern übertragen wurde. Er kam mit einem Stipendium im Herbst 2015 nach Deutschland, wo er seitdem mit seiner Familie lebt. Im Mai 2020 wurde er in den Vorstand der Säkularen Flüchtlingshilfe gewählt.

### Shafiul Islam
Am 16. November 2014 wurde Shafiul Islam, Soziologie-Professor an der Universität von Rajshahi, von einer Gruppe von Angreifern mit Macheten zu Tode gehackt. Eine zuvor unbekannte Gruppe namens Ansar al Islam Bangladesh-2 bekannte sich zu dem Anschlag und bezeichnete Islam in einem Posting als „Apostaten“, der weibliche Studenten in seinen Lehrveranstaltungen daran gehindert habe, den Schleier zu tragen. Als Reaktion auf den Mord folgten öffentliche Proteste von Lehrenden und Studenten der Universität. Shafiul Islam war auch als Anhänger der Baul-Kultur, die von strengen Islamisten als heidnisch-unislamisch angesehen wird, bekannt.

### Avijit Roy
Das Attentat auf Avijit Roy am 26. Februar 2015 löste von allen Fällen das weltweit größte Medienecho aus. Roy war ein promovierter Biotechnologie-Ingenieur, der seit dem Jahr 2006 in den Vereinigten Staaten lebte, dort als Computerspezialist arbeitete und neben der bangladeschischen auch die US-amerikanische Staatsangehörigkeit besaß. Roy stammte aus einer Hindu-Familie und hatte die Mukto-Mona (Freidenker)-Webseite begründet, auf der er seine Vorstellung und Ideale einer menschlichen Gesellschaft propagierte, die er sich „frei von Autoritätsgläubigkeit und erstarrten Traditionen“ vorstellte. Roy war Autor mehrere Bücher in englischer und bengalischer Sprache. Er setzte sich öffentlich für die Aufrechterhaltung der Presse- und Redefreiheit in Bangladesch ein, verurteilte die Verhaftung von Bloggern und die Einschränkung von deren Internetseiten, die auf Betreiben der bangladeschischen Regierung ab März/April 2013 erfolgte, und koordinierte Proteste im In- und Ausland dagegen. In seinen Aktivitäten wurde er von seiner Frau unterstützt.

Im Februar 2015 besuchte Roy mit seiner Frau die Ekushey-Buchmesse (Ekushey Book Fair), eine Buchmesse über bengalische Literatur in Dhaka. Auf dem Heimweg in einer Fahrrad-Rikscha wurde das Ehepaar von einer Gruppe junger Männer überfallen, die mit Macheten auf Roy einhieben und ihn töteten. Seine Frau, die ihm zu Hilfe kommen wollte, wurde durch Machetenhiebe ebenfalls verletzt (sie verlor den Daumen ihrer linken Hand und erlitt erhebliche Schnittwunden am ganzen Körper). Die Täter konnten unerkannt entkommen. Wenig später bekannte sich eine islamistische Gruppe Ansar Bangla-7 zu der Tat. Die Polizei vermutete als Täter die schon bekannte Organisation Ansarullah Bangla, die wohl mit Ansar Bangla-7 identisch sei. Am 18. August 2015 wurden drei Personen, die nach Polizeiangaben Mitglieder von Ansarullah Bangla waren, als Tatverdächtige verhaftet.
Weltweit löste der Mord Schock und Empörung aus. Studenten und Lehrer der Universität Dhaka demonstrierten für eine intensive Fahndung nach den Tätern. Zahlreiche Menschenrechts- und Journalistenorganisationen weltweit schlossen sich dieser Forderung an.

### Washiqur Rahman Babu
Washiqur Rahman Babu war ein 26-jähriger Blogger, der in verschiedenen Internetforen Beiträge unter dem Pseudonym Kutshit Hasher Chhana (Ugly Duckling, „das hässliche Entlein“) schrieb. In seinen Beiträgen äußerte er sich kritisch über vermeintlich irrationale religiöse Auffassungen und Aberglauben sowie über den islamischen Fundamentalismus. Außerdem schrieb er gegen die Unterdrückung religiöser und ethnischer Minderheiten in Bangladesch. Er wurde am 30. März 2015 nahe seiner Wohnung im dichtbevölkerten Stadtbezirk Begunbari von Dhaka von drei Männern überfallen, die mit Hackmessern auf ihn einhieben. Er starb an der Stelle des Überfalls. Nur wenige Minuten nach dem Mord wurden zwei der Täter von Passanten überwältigt. Ein Täter war Student an einer Madrasa in Chittagong, der andere Studierender an einem islamischen Seminar in Dhaka. Einer der beiden Festgenommenen gab zu Protokoll, dass er Babu attackiert habe, weil dieser seinen Propheten erniedrigt habe.

### Ananta Bijoy Das
Am 12. Mai 2015 wurde Ananta Bijoy Das in Sylhet, einer Provinzhauptstadt im Nordosten von Bangladesch, von fünf oder sechs maskierten Männern, die mit Macheten bewaffnet waren, überfallen. Ananta Bijoy Das war ein Bankangestellter, der sich als Blogger betätigte, und Autor mehrerer Bücher, sowie Herausgeber eines bengalischen Wissenschaftsmagazins Jukti und Vorsitzender des lokalen säkularistischen Sylhet Science and Rationalist Council war. In seinen Blog-Beiträgen hatte sich Das unter anderem für die Todesstrafe für alle angeklagten mutmaßlichen Kriegsverbrecher der Jamaat-e-Islami ausgesprochen. Der Überfall geschah am helllichten Tag mitten in der Stadt, als Das auf dem Weg zu seinem Arbeitsplatz in einer Bank war. Er versuchte noch zu entkommen, wurde aber von den Angreifern eingeholt und vor den Augen von Passanten zu Tode gehackt. Das wurde ermordet, noch bevor er einen bereits von dem internationalen Hilfsnetzwerk für bedrohte Autoren ICORN vermittelten Aufenthalt im Ausland antreten konnte. Drei mutmaßliche Angreifer wurden später durch die Polizei festgenommen, während drei weitere Verdächtige bisher (Stand: Mai 2016) nicht gefasst wurden. Nach Angaben der Polizei gehörten die drei Festgenommenen der islamistischen Terrorgruppe Ansarullah Bangla an.

### Niladri Chatterjee
Niladri Chatterjee (oder Niladri Chattopadhyay Niloy), der einen Master-Titel in Philosophie an der Universität Dhaka erworben hatte und der Öffentlichkeit besser unter seinem Blogger- und Facebook-Namen Niloy Neel bekannt war, veröffentlichte in seinem Blog Beiträge gegen militante Aktivisten, Kriegsverbrecher im Unabhängigkeitskrieg 1971 und gegen die Jamaat-e-Islami. Er äußerte sich zu Frauen- und Kinderrechten und anderen sozialen Fragen. Chatterjee war Mitglied der Bangladesh Rationalists’ Society und hatte mehrfach öffentlich die Tötung von Bloggern angeprangert. In seinen Blog-Beiträgen hatte er berichtet, dass er wiederholt über das Internet von unbekannten Personen bedroht worden sei. Sein Name sei auf einer „Liste anti-islamischer Personen“ aufgetaucht.
Am 7. August verschafften sich mehrere Personen unter dem Vorwand, ein Appartement mieten und deswegen seine Wohnung besichtigen zu wollen, Zutritt zu seinem Appartement in Dhaka. Sie sperrten dessen Ehefrau und die Schwägerin auf dem Balkon aus und traktierten Chatterjee unter Rufen „Naraye Takbir, Allahu Akbar“ mit Machetenhieben. Chatterjee starb noch in seiner Wohnung. Er wurde 28 Jahre alt. Wenig später erhielten verschiedene bangladeschische Medien eine E-Mail, in der sich eine Gruppe „al-Qaida auf dem Indischen Subkontinent“ zu dem Anschlag bekannte und die eine „Kriegserklärung an diese ärgsten Feinde Allahs“ beinhaltete. Von der Polizei wurde dahinter die seit dem 25. Mai 2015 verbotene islamistische Terrororganisation Ansarullah Bangla vermutet.

### Faisal Arefin Dipan
Faisal Arefin Dipan war ein 43-jähriger Publizist in Dhaka, der für den Verlag Jagriti Prokashoni tätig war, in dem auch einige Bücher von Avijit Roy und andere säkulare Literatur veröffentlicht worden waren. Am 31. August 2015 wurde er in seinem Büro tot aufgefunden. Er war mit Machetenhieben getötet worden. Am selben Tag wurden noch drei weitere Publizisten und Schriftsteller attackiert, die jedoch, teilweise erheblich verletzt, überlebten. Zunächst bekannte sich niemand zu der Tat. Aufgrund des Angriffsmusters und der Positionen der Angegriffenen wurden jedoch islamistische Extremisten verdächtigt.

### Nazimuddin Samad
Nazimuddin Samad war ein 28-jähriger Student der Rechtswissenschaft an der Jagannath University, der auch als Blogger aktiv war und dort liberale Ansichten vertrat. Am 6. April 2016 wurde er auf einer belebten Straße mitten in Dhaka, nahe der Universität von Unbekannten überfallen und mit Macheten getötet. Nach Zeugenaussagen hatten die Angreifer dabei Allahu Akbar gerufen. Nach dem Mord bekannte sich Ansar al-Islam, der bangladeschische Zweig von „al-Qaida auf dem Indischen Subkontinent“ zu der Tat. Die Polizei beklagte anschließend, dass sie trotz vieler Zeugen bisher nur ganz geringe Informationen zu den Tätern erhalten habe.

### Rezaul Karim Siddique
Am 23. April 2016 wurde der 58-jährige Englisch-Professor an der Universität Rajshahi Rezaul Karim Siddique auf dem Weg zur Arbeit von Unbekannten überfallen, die ihn mit Macheten zu Tode hackten. Obwohl der Mordanschlag stark an einen islamistischen Hintergrund erinnerte, blieb die Tat für die Angehörigen unerklärlich. Siddique sei ein zurückgezogener Mensch gewesen und habe sich nie öffentlich gegen die Religion ausgesprochen. Er habe lediglich eine kulturelle Gruppe Komol Gandhar organisiert und ein halbjährliches bengalisches Literaturmagazin desselben Namens herausgegeben. Kurze Zeit nach dem Mord bekannte sich der sogenannte Islamische Staat zu der Tat und begründete sie damit, dass Siddique „zum Atheismus aufgerufen“ habe.

### Xulhaz Mannan und Tanay Mojumdar
Xulhaz Mannan und sein Lebenspartner Tanay Mojumdar (Mahbub Tonoy) waren zwei LGBT-Aktivisten in Dhaka. Der 39-jährige Mannan war Gründer von Roopbaan, des ersten LGBT-Magazins in Bangladesch und gleichzeitig Mitarbeiter der US-Botschaft. Tonoy war ebenfalls LGBT-Aktivist und Theaterschauspieler. Beide hatten sich aktiv an der Organisation der „Regenbogen-Kundgebung“ (rainbow rally), einer jährlichen LGBT-Veranstaltung anlässlich des bengalischen Neujahrsfestes am 14./15. April beteiligt. Sie waren wegen dieser Aktivitäten heftig von konservativen islamischen Kreisen angefeindet worden.
Am 25. April 2016 drangen fünf junge Männer, die sich als Paketkuriere ausgaben, in die gemeinsame Wohnung von Mannan und Tonoy ein und töteten die beiden mit Macheten. Auch ein Wachmann des Gebäudes wurde erheblich verletzt.

## Angriffe auf religiöse Minderheiten und Ausländer
Angehörige religiöser Minderheiten, darunter auch Ausländer, sind verstärkt seit dem Jahr 2015 Opfer von „sektiererischen“, zum größten Teil wahrscheinlich islamistisch motivierten Gewalttaten geworden.
Am 29. September 2015 wurde der italienische Entwicklungshelfer Cesare Tavella im Diplomatenviertel von Dhaka von Unbekannten erschossen. Am 3. Oktober wurde der japanische Projektarbeiter Kunio Hoshi in der Stadt Kaunia im Norden Bangladeschs erschossen. In beiden Fällen bekannte sich der sogenannte „Islamische Staat“ zur Tat. Am 6. Oktober 2015 überlebte der bangladeschische Pastor Luke Sarker knapp eine Messerattacke von drei Männern, die die Flucht ergriffen, nachdem Sarkers Frau zu Hilfe kam. Am 18. November 2015 wurde der langjährig in Bangladesch arbeitende italienische Arzt und Priester Piero Parolari von Unbekannten auf einem Motorrad beschossen, überlebte jedoch.
Am 24. Oktober 2015 explodierte eine Bombe inmitten einer schiitischen Prozession in Dhaka, was ein Todesopfer und mindestens 80 Verletzte forderte. Ein Angriff auf eine schiitische Moschee in Bogra am 27. November 2015 kostete mindestens ein Todesopfer und drei Verletzte. In beiden Fällen bekannte sich der sogenannte Islamische Staat zu den Anschlägen, was von den bangladeschischen Behörden als nicht glaubwürdig bezeichnet wurde. Urheber seien eher lokale militante Gruppen, wie die Jamaat-ul-Mujahideen (JMB).
Am 30. April 2016 wurde Nikhil Chandra Joarder, ein Angehöriger der Hindu-Minderheit und Schneider von Beruf, in Tangail von mehreren Jugendlichen mit Hackmessern angegriffen und ermordet. Joarder war in der Vergangenheit einmal zu dreimonatiger Haft verurteilt worden, weil er „den Propheten Mohammed beleidigt“ habe.
Am 14. Mai 2016 wurde ein 75-jähriger buddhistischer Mönch im Distrikt Bandarban von Unbekannten ermordet, die ihm die Kehle durchschnitten. In der Provinzstadt Kushtia wurde am 21. Mai 2016 ein als Homöopath tätiger Dorfarzt von Unbekannten überfallen und mit Macheten zu Tode gehackt. Der sogenannte Islamische Staat erklärte sich für die Tat verantwortlich und erklärte, der Getötete habe sterben müssen, weil er „das Christentum verbreiten“ wollte.
Ein 60-jähriger Angehöriger der christlichen Minderheit wurde am 5. Juni 2016 Opfer eines Überfalls im Distrikt Natore. Die Angreifer hieben mit Hackbeilen oder Macheten auf ihn ein, töteten ihn und flohen anschließend unerkannt. Am gleichen Tag wurde die Ehefrau eines leitenden Polizeioffiziers in Chittagong von Unbekannten erschossen. Nach Polizeiangaben ähnelte dieser Mord den vorangegangenen von Islamisten verübten. Am 7. Juni und 10. Juni 2016 wurden zwei Angehörige der Hindu-Minderheit, ein Priester und ein Wärter eines Klosters, in den Distrikten Jhenaidah und Pabna mit Hackmessern ermordet. In beiden Fällen wurde der „Islamische Staat“ als Urheber vermutet, bzw. bekannte sich zur Tat.
Am 2. Juli 2016 wurde ein 62-jähriger Hindu-Priester im Distrikt Jhenaidah von mehreren Angreifern mit Hackmessern traktiert. Er starb am Ort des Überfalls. Die Angreifer flohen auf einem Motorrad. Nur weniger Stunden zuvor waren zwei Aktivisten der Islami Chattra Shibir (Jamaats Studentenorganisation) und mutmaßliche Tatbeteiligte an vorangegangenen Morden, ganz in der Nähe in einem Feuergefecht mit der Polizei getötet worden.
Am 2. Juli 2016 ereignete sich ein islamistisch motivierter Terroranschlag mit Geiselnahme im Café Holey Artisan in Dhakas Diplomatenviertel im Stadtteil Gulshan, bei dem 20 Cafébesucher durch die Geiselnehmer getötet wurden. 18 davon waren Ausländer. Der „Islamische Staat“ übernahm die Verantwortung für die Tat. Die bangladeschischen Behörden vermuteten jedoch JMB als Urheber.
Am 7. Juli 2016 griffen 7 oder 8 Männer mit Macheten und Schusswaffen den Polizeistützpunkt in Sholakia nahe Kishoreganj an. Zwei Polizisten und mindestens eine unbeteiligte Person starben. Vier der Angreifer konnten nach Polizeiangaben festgenommen werden.

## Reaktion der bangladeschischen Regierung
Am 22. Februar 2013 riefen die 12 islamistischen Parteien von Bangladesch nach dem Freitagsgebet zur Verhängung der Todesstrafe gegen vermeintlich blasphemische Blogger, die den Islam und den Propheten Mohammed beleidigt hätten, auf. Zur Enttäuschung vieler säkularer und anti-islamistischer Internetaktivisten gab die bangladeschische Regierung dem Druck islamischer Kleriker nach und richtete am 13. März 2013 ein Komitee ein, das die Aufgabe bekam, Blogger oder Facebook-Nutzer, die abfällige oder „blasphemische“ Bemerkungen über den Propheten oder den Islam gemacht hatten, zu identifizieren und diese dann entsprechend juristisch zu belangen. Das Komitee wurde direkt der Premierministerin Hasina Wajed unterstellt.
Am 1. April 2013 wurden die ersten drei Blogger – Subrata Adhikari Shuvo, Mashiur Rahman Biplob und Rasel Parvez – unter dem Verdacht der Verbreitung „aufrührerischer Kommentare“ über religiöse Inhalte festgenommen. Am 4. April 2013 wurde auch Asif Mohiuddin (s. o.) inhaftiert.
Mehrere internationale Organisationen, darunter Human Rights Watch, Amnesty International, Reporter ohne Grenzen und das Committee to Protect Journalists verurteilten die Verhaftungen. Ebenfalls mit Enttäuschung wurde seitens der Säkularisten die Entscheidung des Obersten Gerichts von Bangladesch am 29. März 2016 aufgenommen, nach der der Islam weiter Staatsreligion in Bangladesch bleibt, und nicht die säkulare Verfassung aus dem Jahr 1972 wieder eingeführt werden soll.
In einem Interview mit der Deutschen Welle am 27. April 2016 erklärte die Richterin am Obersten Gericht von Bangladesch, Sara Hossain, dass letztendlich die bangladeschische Regierung für das, was in Bangladesch passiere, verantwortlich sei. Außerdem kritisierte sie indirekt die Entscheidung des Obersten Gerichts und forderte die Einrichtung einer „Plattform zum Schutz säkularer Aktivisten“.
Am 10. Juni 2016 ging die Polizei in Bangladesch landesweit gegen mutmaßliche militante Islamisten vor. Nach Polizeiangaben wurden mehr als 1600 Verdächtige festgenommen. Darunter offiziell auch 27 Mitglieder der verbotenen Dschihadistengruppe Jamaat-ul-Mujahideen Bangladesh (JMB). Seit dem 7. Juni wurden bereits fünf mutmaßliche Mitglieder der JMB von der Polizei erschossen.